# Ruth Hughes Aarons
Ruth Hughes Aarons (* 11. Juni 1918 in Stamford, Connecticut; † 11. Juni 1980 in Los Angeles, Kalifornien) war eine US-amerikanische Tischtennisspielerin und zweifache Einzel-Weltmeisterin.
Zdenko Uzorinac gibt in ITTF 1926–2001 – Table Tennis legends als Geburtsdatum den 21. Juni 1919 in New York und als Sterbedatum den 21. Juni 1980 an.

## Familie
Aarons war die Tochter von Alfred E. Aarons, dem Besitzer und Betreiber des Avon-Theaters in Chicago, und der Opernsängerin Leila Hughes Aarons. Sie hatte noch einen Bruder namens Lisle und einen Halbbruder Alexander A. Aarons.

## Karriere
Mit 15 Jahren begann sie auf amerikanischen Turnieren zu spielen. Sie hatte ihre erfolgreichste Zeit von 1934 bis 1937, als sie alle Turniere gewann, an denen sie teilnahm. In diesen vier Jahren sicherte sie sich bei den US-Meisterschaften jeweils den Titel im Einzel und im gemischten Doppel, letzteres mit vier unterschiedlichen Mixed-Partnern (Sam Silberman, Sidney Heitner, Victor Barna und Buddy Blattner). Ihre größten Erfolge waren aber zweifellos die Titel im Damen-Einzel bei den Weltmeisterschaften von 1936 in Prag (Endspiel gegen Astrid Krebsbach) und von 1937 in Baden/Wien. Als sie 1936 in Prag die Goldmedaille gewann, schlug sie den Handschlag von Astrid Krebsbach, ihrer Gegnerin aus Nazi-Deutschland, mit der Bemerkung „Ich bin Jüdin“ aus.
1937 errang Aarons darüber hinaus zusammen mit dem US-amerikanischen Damen-Team die Mannschaftsweltmeisterschaft.

## Weltmeisterschaft 1937
Kurios war die Weltmeisterschaft 1937: Das Finale gegen Trude Pritzi wurde wegen Zeitüberschreitung abgebrochen; der Titel wurde damals nicht vergeben – ein Kuriosum in der Geschichte des Tischtennis. Diese Entscheidung hat die ITTF inzwischen korrigiert: Seit April 2001 werden Trude Pritzi und Ruth Hughes Aarons als „Co-Weltmeisterinnen“ geführt.

## Nach Ende der TT-Karriere
Nach dem Ende ihrer Sportkarriere gründete sie die Firma Aarons Enterprises inc und arbeitete hier als Managerin.  Sie betreute dabei bekannte Schauspieler wie Shirley Jones, Jack Cassidy, David Cassidy, George Chakiris u. a.

## Turnierergebnisse
| Verband | Veranstaltung     | Jahr | Ort   | Land | Einzel | Doppel     | Mixed         | Team |
| ------- | ----------------- | ---- | ----- | ---- | ------ | ---------- | ------------- | ---- |
| USA     | Weltmeisterschaft | 1937 | Baden | AUT  | Gold   | Qual       | letzte 32     | 1    |
| USA     | Weltmeisterschaft | 1936 | Prag  | TCH  | Gold   | Halbfinale | Viertelfinale | 2    |